# Наталија Тобијас
Наталија Викторовна Сидоренко-Тобијас (укр. Наталія Вікторівна Сидоренко-Тобіас (рођена Сидоренко), Серов, СССР 22. октобар 1980) је украјинска атлетичарка специјалиста за трчање на 1.500 метара, а повремено трчи и на 3.000 м. у дворани и 3.000 м са препрекама.
Прве веће успехе постигла је 2003, када је на Летњој универзијади у Тегуу (Јужна Кореја) одвојила златну медаљу у трци на 1.500 метара. Следеће 2004. године учествује Светском првенству у дворани у Будимпешти где осваја 5 место, а на Олимпијским играма у Атини испала је у полуфиналу.
На Европском првенству 2006. у Гетеборгу је била седма са личним рекордом 4:02,1, а на Светском првенству у Осаки опробала се у новој дисциплини трчања на 3.000 м са препрекама али није постигла запаженији пласман и резултат.
Највећи успех постигла је на Олимпијским играма 2008. у Пекингу где је на 1.500 метара, уз лични рекорд 4:01,78 минута, освојила бронзану медаљу иза Кенијке Ненси Џебет Лагат и њен земљакиње Ирине Лишчинске.
На 13. Светском првенству 2011. у Тегуу завршила је као 9 у финалној трци на 1.500 метара.
Наталија Тобијас дипломирала је на Државном Универзитету за менаџмент у Доњецку. За свој успех на Олимпијским играма у Пекингу 2008. награђена је Орденом кнегиње Олге III степена.

## Допинг
Наталија Тобиас је 2012. добила забрану учествовања на свим атлетским такмичењима, пошто је на Светском првенству 2011. у Тегу на допин тесту била позитиван на тестостерон.